# West Point (Kentucky)
West Point – miasto w Stanach Zjednoczonych, w stanie Kentucky, w hrabstwie Hardin.